# Aotus brumbacki
Aotus brumbacki är en däggdjursart som beskrevs av Hershkovitz 1983. Aotus brumbacki ingår i släktet nattapor och familjen Aotidae eller cebusliknande brednäsor. Inga underarter finns listade. I den tredje upplagan av Mammal Species of the World räknas Aotus brumbacki bara som underart till Aotus lemurinus.

## Utseende
Denna nattapa når en genomsnittlig kroppslängd (huvud och bål) av 34,5 cm och en vikt mellan 0,5 och 1,3 kg. Honor är lite mindre än hanar. Svansen kan vara något längre än övriga kroppen. Pälsen på ryggen är grå till brun och undersidan har en orange färg. Arten tillhör de gråhalsade nattaporna. De bakre extremiteterna är lite längre än de främre.

## Utbredning och habitat
Utbredningsområdet ligger i centrala Colombia. Arten vistas där i låglandet sydöst om Anderna. Habitatet utgörs av tropiska regnskogar och andra skogar.

## Ekologi
Liksom andra nattapor är arten huvudsakligen aktiv på natten. På dagen vilar individerna i trädens håligheter eller gömd bakom tät vegetation. Den klättrar i trädens övre delar för att hitta födan som utgörs av frukter, blad, blommor, nektar och insekter. Individerna bildar små flockar som består av ett föräldrapar och deras ungar. För kommunikationen har de olika läten. Gruppens revir är uppskattningsvis 17 hektar stort.
Honor kan para sig varje år och oftast föds en unge per kull. Andra hanar och honor från flocken hjälper vid ungens uppfostring. Ungen blir efter 2,5 till 3,5 år könsmogen.

## Status och hot
Aotus brumbacki jagas av rovfåglar samt större ormar och nära marken även av kattdjur eller andra rovdjur.
Arten hotas dessutom av urbaniseringar som etablering av jordbruksmark. Populationen minskar och IUCN listar Aotus brumbacki som sårbar (VU).